# Rhagoba obvellata
Rhagoba obvellata is een vlinder uit de familie van de grasmotten (Crambidae), uit de onderfamilie van de Spilomelinae. De wetenschappelijke naam van deze soort is voor het eerst voorgesteld door Xi-Cui Du en Hou-Hun Li in een publicatie uit 2012.
De soort komt voor in China (Tibetaanse Autonome Regio).